# Калкаска (округ)
Шаблон:StateAbbr_ 44°41′ пн. ш. 85°05′ зх. д. / 44.69° пн. ш. 85.08° зх. д.
Округ  Калкаска (англ. Kalkaska County) — округ (графство) у штаті Мічиган, США. Ідентифікатор округу 26079.

## Історія
Округ утворений 1871 року.

## Демографія
За даними перепису 
2000 року 
загальне населення округу становило 16571 осіб, зокрема міського населення було 2777, а сільського — 13794.
Серед мешканців округу чоловіків було 8338, а жінок — 8233. В окрузі було 6428 домогосподарств, 4636 родин, які мешкали в 10822 будинках.
Середній розмір родини становив 2,95.
Віковий розподіл населення поданий у таблиці:
| Стать    | До 15 років | 15-21 | 22-29 | 30-39 | 40-49 | 50-65 | 65-85 | Понад 85 |
| -------- | ----------- | ----- | ----- | ----- | ----- | ----- | ----- | -------- |
| Чоловіки | 1826        | 749   | 717   | 1217  | 1347  | 1415  | 995   | 72       |
| Жінки    | 1683        | 741   | 734   | 1179  | 1244  | 1441  | 1076  | 135      |

## Суміжні округи
- Антрім — північ
- Отсего — північний схід
- Кроуфорд — схід
- Роскоммон — південний схід
- Міссокі — південь
- Вексфорд — південний захід
- Гранд-Траверс — захід

## Виноски
1. ↑  US Decennial Census. US Census Bureau. Архів оригіналу за 12 травня 2015. Процитовано 26 вересня 2014.
2. ↑  Historical Census Browser. University of Virginia Library. Архів оригіналу за 12 грудня 2009. Процитовано 26 вересня 2014.
3. ↑  Population of Counties by Decennial Census: 1900 to 1990. US Census Bureau. Архів оригіналу за 15 лютого 2015. Процитовано 26 вересня 2014.
4. ↑  Census 2000 PHC-T-4. Ranking Tables for Counties: 1990 and 2000 (PDF). US Census Bureau. Архів оригіналу (PDF) за 18 грудня 2014. Процитовано 26 вересня 2014.
5. ↑  State & County QuickFacts. US Census Bureau. Архів оригіналу за 12 липня 2011. Процитовано 28 серпня 2013.(англ.) Наведено за англійською вікіпедією.
6. ↑  American FactFinder. Бюро перепису населення США. Архів оригіналу за 29 липня 2011. Процитовано 31 січня 2008.

| США | Це незавершена стаття з географії США. Ви можете допомогти проєкту, виправивши або дописавши її. |